# Alexander Wyclif Reed
Pour les articles homonymes, voir Reed.
Alexander Wyclif Reed dit Clif Reed et A. W. Reed, né le 7 mars 1908 à Ponsonby et mort le 19 octobre 1979 à Wellington, est un écrivain et éditeur néo-zélandais.

## Biographie
Alexander Wyclif Reed rejoint son oncle Alfred Hamish Reed (en), fondateur en 1907 avec sa femme Isabel de la maison d'édition A.H. & A.W. Reed, en 1925.
Il écrit plus de 200 livres et, en tant qu'auteur, est plus particulièrement connu sous le nom d'A.W. Reed. Ses ouvrages obtiennent un important succès commercial basés sur la simplification et la vulgarisation des sources secondaires. Bien qu'il n'ait pas de connaissance directe de la langue ou des coutumes maories, il rédige de nombreux livres sur les mythes, la langue et les noms de lieux des Maoris et, plus tard, sur les cultures aborigènes australiennes.

## Publications
Parmi ses nombreuses publications :
- Reed's Bible Story Atlas, A.H. & A.W. Reed, 1951
- Books are My Business : The Life of a Publisher, Reading, Educational Explorers, 1966
- Aboriginal Place Names and Their Meanings, A.H. & A.W. Reed, 1967 (ISBN 978-0-589-07002-1)
- Place Names of Australia, Reed, 1973 (ISBN 978-0-589-07115-8)
- Place Names of New Zealand, A.H. & A.W. Reed, 1975 (ISBN 0-589-00933-8)
- A. W. Reed et Aileen E. Brougham, The Concise Maori Handbook, A. H. & A. W. Reed, 1978 (ISBN 978-0-589-01111-6)
- Aboriginal Myths, Legends and Fables, Reed Books, 1993 (ISBN 978-0-7301-0424-7, lire en ligne )
- The Reed Dictionary of Māori Place Names = Te Papakupu Ingoa Wāhi Māori a Reed, Reed, 1996, 3rd éd. (ISBN 978-0-7900-0494-5)
- Aileen E. Brougham, A. W. Reed et T. S. Kāretu, The Reed Book of Māori Proverbs = Te Kohikohinga Whakataukī a Reed, Reed Books, 1999, 3rd rev. éd. (ISBN 978-0-7900-0638-3)
- A. W. Reed et Ross Calman, Reed Book of Māori Mythology, Reed Books, 2004, New & fully rev. éd. (ISBN 978-0-7900-0950-6)